# 找一個字代替
《找一個字代替》是香港、台灣歌手邰正宵的第四張國語專輯，也是加盟福茂唱片後的首張專輯，其中同名第一主打《找一個字代替》及第二主打《九百九十九朵玫瑰》使他在台灣的知名度大大增加。

## 曲目
| 曲序 | 曲名                       | 曲             | 詞             | 編曲      | 附註 |
| 01   | 找一個字代替               | 熊美玲         | 林秋離         |           | 第一主打 粵語版為譚詠麟《再見亦是淚》 台語版為楊宗憲《心情亂什麼》 |
| 02   | 九百九十九朵玫瑰           | 邰正宵         | 林利南         |           | 第二主打 粵語版為《几番风雨》 |
| 03   | 情人之間的情人             | 中島美雪       | 林利南         |           | 第三主打 改编自日本歌手千秋直美的《口紅》 粵語版為王菲《容易受傷的女人》 台語版本為方怡萍《感情變無樣》 同曲曲目：梁雁翎《情長路更長》 陳明真《愛到如今》 鄺美雲《容易受傷的女人》 王菲《容易受傷的女人（國語版）》 |
| 04   | 你是我一生漂漂蕩蕩的唯一   | 邰正宵         | 李安修         |           | |
| 05   | A Spaceman Came Travelling | Chris de Burgh | Chris De Burgh | Airey Lin | 原唱者為Chris De Burgh |
| 06   | 別再怪我癡情               | 邰正宵         | 邰正宵         | 王繼康    | 第四主打 |
| 07   | 我怎麼捨得你哭             | 和泉常寛       | 丁晓雯         | 王繼康    | 改编自日本乐队オメガトライブ的《Your Graduation》 粵語版為張學友《你每句說話》 |
| 08   | 你眼裏的深情               | 蒋三省         | 林利南         | 蒋三省    | |
| 09   | 笑看情字也難               | 陈耀川         | 中森鹧鸪菜     | 王繼康    | |
| 10   | 靠近一點多情一些           | 米米CLUB       | 何啟弘         |           | 改编自日本乐队米米club的《》 与金城武《只要你和我》同曲 |

## 唱片版本
- CD版
- 錄音帶版

1. ↑  . 萬卷樓. 1 January 2017: 237–. GGKEY:E585BKSFE13.